# Adalbert Krueger
Karl Nikolaus Adalbert Krueger (ur. 9 grudnia 1832 w Malborku, zm. 21 kwietnia 1896 w Kilonii) – niemiecki astronom.

## Życiorys
Urodzony 9 grudnia 1832 r. w Malborku, uczył się w Elblągu i Wittenburgu. Po studiach astronomicznych w Berlinie i Bonn Krueger został w 1853 r. asystentem w obserwatorium w Bonn, a rok później uzyskał doktorat u Friedricha Argelandera. W 1860 r. został w Bonn mianowany docentem. Wraz z Argelanderem i Eduardem Schönfeldem wniósł duży wkład w wydanie atlasu Bonner Durchmusterung, w którym opisano gwiazdy stałe (zmapował 324 198 gwiazd do dziewiątej wielkości gwiazdowej między północnym biegunem niebieskim i deklinacją 2°).
Po ukończeniu prac nad tym atlasem w 1862 r. przyjął posadę dyrektora obserwatorium i profesora astronomii w Helsinkach w Rosji i prowadził tamtejsze obserwatorium astronomiczne do 1876 r. Następnie przez cztery lata pracował w Gocie jako dyrektor obserwatorium, a od 1880 r. był w Kilonii profesorem astronomii i dyrektorem obserwatorium. Tam też w 1881 r. przejął publikację „Astronomische Nachrichten”, której poziom i reputację znacznie poprawił w ciągu 16 lat swojej pracy.
W 1877 r. Krueger został członkiem Królewskiego Saskiego Towarzystwa Naukowego w Lipsku, od 1879 r. był przewodniczącym Towarzystwa Astronomicznego, a od następnego roku członkiem Royal Astronomical Society w Londynie. W 1882 r. został członkiem Niemieckiej Akademii Przyrodników Leopoldina, a pięć lat później Królewskiego Pruskiego Towarzystwa Nauk.
W swojej pracy zajmował się obserwacją komet, opisał też szereg gwiezdnych paralaks, jednak jego najważniejszą pracą od czasu wyjazdu z Bonn była prowadzona od 1869 r. w Helsinkach i Gocie obserwacja gwiazd w zakresie od +54°55' do +65°10' dla potrzeb Towarzystwa Astronomicznego, które podjęło projekt skatalogowania wszystkich widocznych gwiazd. Będący efektem tych obserwacji katalog obejmujący 14 680 gwiazd opublikowano w 1890 r. W 1893 r. opublikował jeszcze katalog 2153 czerwonych karłów.
Zmarł 21 kwietnia 1896 r. w Kilonii.
Żonaty z Marie (1826–1917), córką astronoma Friedricha Argelandera, z którą miał córkę Else, żonę astronoma Heinricha Kreutza.